# Hoplinini
Hoplinini – plemię pluskwiaków z podrzędu różnoskrzydłych, rodziny smukleńcowatych i podrodziny Gampsocorinae.

## Morfologia
Pluskwiaki te mają głowę o silnie zredukowanych bukulach, poprzecznym szwie międzyocznym i zwykle wyraźnie obrączkowanych czułkach. Przedplecze nie ma na zgrubiałej przedniej krawędzi (kołnierzu) pary guzków lub kolców w kątach przednio-bocznych. Śródtułów cechuje się szarawobiałymi łatami na mezopleurach i brakiem długiego kolca na tarczce. Gruczoły zapachowe zatułowia pozbawione są kanalików wyprowadzających i mają u ujść szerokie powierzchnie do odparowywania wydzieliny (ewaporatoria). Genitalia samca cechuje zredukowane hypandrium i skierowany dogrzbietowo wyrostek kapsuły genitalnej.

## Taksonomia
Takson ten wprowadzony został w 1997 roku przez Thomasa J. Henry’ego. Zalicza się do niego 9 rodzajów:
- Cuscohoplininus Dellapé & Carpintero, 2007
- Diabolonotus Henry, 1996
- Hoplinus Stal, 1874
- Metajalysus Stusak, 1977
- Oedalocanthus Henry, 1996
- Parajalysus Distant, 1883
- Phaconotus Harris, 1943
- Pronotacantha Uhler, 1893
- Xenoloma Harris, 1943